# Zgromadzenie Federalne (Rosja)

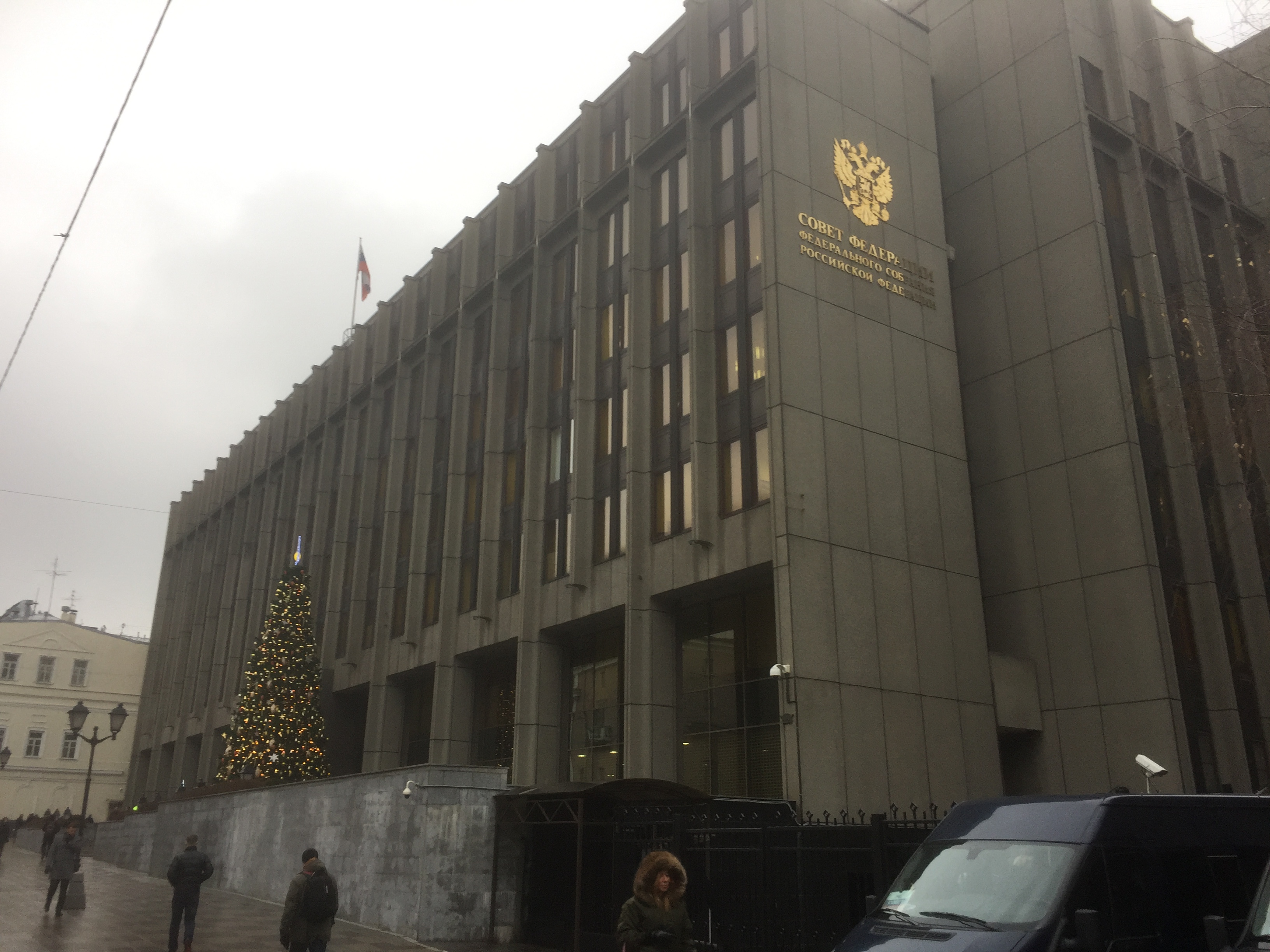
Budynek Zgromadzenia Federalnego

Zgromadzenie Federalne (ros. Федера́льное Собра́ние) – nazwa obecnego parlamentu Federacji Rosyjskiej. Zgromadzenie Federalne jest dwuizbowe – dzieli się na Dumę Państwową (izba niższa) i Radę Federacji (izba wyższa). Funkcjonuje na podstawie konstytucji Federacji Rosyjskiej z 1993 roku. Siedzibą obu izb jest stolica państwa – Moskwa.